# Plutellus hutchingsae
Plutellus hutchingsae – gatunek skąposzczeta z rodziny Acanthodrillidae.

## Taksonomia
Gatunek ten opisany został w 1977 roku przez Barriego G. M. Jamiesona. Jest blisko spokrewniony z P. heteroporus i P. manifestus.

## Opis
Plutellus ten wyróżnia się spośród innych przedstawicieli rodzaju posiadaniem 5 par spermatek w linii szczecinkowej a.
Ciało do 50 mm długie, 2,3 mm szerokie pośrodku siodełka i 3,1 za nim, umiarkowanie tęgie, pozbawione wtórnego pierścieniowania. Prostomium szerokie, odgraniczone po bokach rzędem głębokich dołków, a z tyłu słabym dołkiem lub otwarte. Szczeci zaczynają się na II pierścieniu i ułożone są w osiem regularnych, podłużnych rzędów. Nefropory wyraźne do słabo widocznych. Siodełko obejmuje pierścienie od XIV do XVII, jest silnie nabrzmiałe, ale wąskie w stosunku do pierścieni sąsiednich. Pory grzbietowe siodełka i bruzdy międzysegmentowe na nim całkiem zatarte, a szczeciny słabsze niż gdzie indziej. 

## Rozprzestrzenienie
Gatunek endemiczny dla australijskiej wyspy Lord Howe.